# 3-3-(m-nitrofenóxi)-propóxi-5-nitrofenol
3-3-(m-nitrofenóxi)-propóxi-5-nitrofenol  é um composto orgânico pertencente à família de nitro aromáticos. Apresenta uma formula molecular de C15H14N2O7.